# 朱利安·劳顿
朱利安·劳顿（英語：Julian Lawton，？—），新西兰男子射击运动员，主攻手枪。他曾代表新西兰参加1990年和1994年英联邦运动会射击比赛，获得一枚银牌和一枚铜牌。